# Academy of Country Music
Academy of Country Music (ACM) inrättades 1964 i Los Angeles, Los Angeles, USA, som en motsvarighet till Country Music Association i Nashville. Syftet med ACM är att främja countrymusiken i USA:s västra delstater. Årligen utdelas en hel del musikpriser ("awards").